# Randy Levine
Randy Lewis Levine, né le 22 février 1955 à Brooklyn, New York, est un avocat américain. Il est le président du club de baseball majeur des Yankees de New York depuis janvier 2000. Il succède à ce poste à Eugene McHale (en). 

## Biographie

### Prises de position
Il apporte son soutien à Mitt Romney, le candidat du Parti républicain, lors de l'élection présidentielle américaine de 2012.